# Метида (спутник)

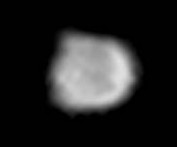
Фото Метиды, полученное КА Галилео

Мети́да, также известная как Юпитер XVI, — самый внутренний из спутников Юпитера. Была открыта в 1979 году на снимках, сделанных «Вояджером-1», и получила своё имя в 1983 году в честь первой жены древнегреческого бога Зевса, Метиды. Дополнительные наблюдения, совершённые с начала 1996 по сентябрь 2003 космическим аппаратом «Галилео», позволили составить общее представление об этом спутнике.
Метида находится в приливном захвате с Юпитером. Её максимальный размер почти в два раза превышает минимальный, и её длинная ось всегда указывает на планету. Метида обращается вокруг Юпитера быстрее, чем он — вокруг своей оси. В Солнечной системе есть ещё два таких спутника: Адрастея (спутник Юпитера) и Фобос (спутник Марса). Орбита Метиды пролегает прямо по внешнему краю главного кольца Юпитера, и, как полагают, является основным источником материи для него и кольца-гало наравне с Адрастеей.

## Открытие и наблюдения
Метида была обнаружена в 1979 году Стивеном Синнотом на снимках, сделанных КА «Вояджер-1», и получила временное обозначение S/1979 J 3. В 1983 году спутнику было дано официальное название в честь Метиды, одной из титанов и жены Зевса. На снимках «Вояджера-1» Метида видна как тусклая точка, и информации о ней было очень мало вплоть до прибытия в район Юпитера КА «Галилео». В 1998 году он позволил получить общее представление о спутнике и узнать больше о его составе.

## Физические характеристики
У Метиды сильно неправильная форма: её размеры составляют 60×40×34 км. Это второй наименьший из четырёх внутренних спутников Юпитера. Её состав и масса неизвестны, но исходя из предположения, что по средней плотности она близка к Амальтее (~0,86 г/см³), её масса оценивается в 3,6×1016 кг. Такая плотность может означать, что эти спутники состоят в основном из водяного льда с пористостью 10—15 %.
Поверхность Метиды тёмная, красноватая и, судя по всему, сильно кратерированная. Ведущая сторона (обращённая в направлении орбитального движения) в 1,3 раза ярче ведомой. Вероятно, асимметрия вызвана тем, что ведущее полушарие испытывает частые столкновения с мелкими телами, которые выбивают на поверхность светлую материю (вероятно, лёд).

## Орбита
Метида — самый близкий к Юпитеру его спутник. Она обращается на расстоянии в ~128 000 км (1,79 радиусов Юпитера) прямо в пределах главного кольца Юпитера. У её орбиты очень малы как эксцентриситет (~0,0002), так и наклонение к экватору Юпитера (~0,06°).
Находясь с Юпитером в приливном захвате, Метида вращается вокруг собственной оси синхронно с движением по орбите. Длинная ось спутника всегда направлена на Юпитер.
Поскольку Метида и Адрастея облетают Юпитер быстрее, чем он делает оборот вокруг своей оси, приливные силы постепенно уменьшают радиус их орбит и в отдалённом будущем они, скорее всего, столкнутся с планетой. Если плотность Метиды действительно близка к плотности Амальтеи, то Метида лежит внутри предела Роша для «жидких» спутников, но не для «твёрдых», поскольку она ещё не разрушилась.

## Взаимодействие с кольцами Юпитера
Орбита Метиды пролегает на расстоянии около ~1000 км от внешнего края главного кольца Юпитера. Орбита спутника находится в так называемой «щели Метиды» — почти свободной от пыли 500-километровой щели в кольце. Щель так или иначе связана со спутником, но её происхождение остаётся неясным. Метида является одним из важных источников пыли для главного кольца и кольца-гало. Подобно и остальным внутренним спутникам Юпитера, извергаемая материя от столкновений спутника и метеоритов легко покидает поверхность спутника, потому что спутник очень близок к своему пределу Роша, если предположение о низкой плотности верное.